# Liste der Naturdenkmale in Virneburg
Die Liste der Naturdenkmale in Virneburg nennt die im Gemeindegebiet von Virneburg ausgewiesenen Naturdenkmale (Stand 2. Mai 2024).

## Naturdenkmale
| Nr.         | Bezeichnung                   | Lage                                               | Beschreibung                                           | Bild                                    |
| ----------- | ----------------------------- | -------------------------------------------------- | ------------------------------------------------------ | --------------------------------------- |
| ND-7137-381 | Wacholderbestand Am Schafberg | südöstlich des Ortes; Flur Auf Schöllenbüchel Lage | Wacholderheide; flächenhaftes Naturdenkmal, ca. 4,8 ha | Direkt Bild zu diesem Denkmal hochladen |

## Ehemalige Naturdenkmale
| Nr. | Bezeichnung                | Lage                                             | Beschreibung                                                            | Bild                                    |
| --- | -------------------------- | ------------------------------------------------ | ----------------------------------------------------------------------- | --------------------------------------- |
|     | Wacholdergebiet Krameshard | nördlich des Ortes; Abteilung Im Weidseifen Lage | Wacholderheide; flächenhaftes Naturdenkmal; Rechtsverordnung aufgehoben | Direkt Bild zu diesem Denkmal hochladen |